# Vuelta a Asturias 2011
La 55ª edición de la Vuelta a Asturias (oficialmente: Vuelta Asturias Julio Álvarez Mendo) se disputó entre el 28 de abril y el 2 de mayo de 2011, con un recorrido de  810,9 km divididos en 6 etapas (con un doble sector), con inicio en Oviedo y final en el Alto del Naranco.
Como novedad, debido a la desaparición de la Subida al Naranco como prueba independiente esta se integró en esta vuelta por etapas asturiana en la última etapa. Además, cambió el maillot de líder siendo este de color azul.
Participaron 15 equipos. Los 2 equipos españoles de categoría UCI ProTour (Euskaltel-Euskadi y Movistar Team); los 3 de categoría Profesional Continental (Geox-TMC, Caja Rural y Andalucía Caja Granada); los 2 de categoría Continental (Burgos 2016-Castilla y León y Orbea Continental); y la Selección de España. En cuanto a representación extranjera, estuvieron 7 equipos: el Profesional Continental estadounidense del UnitedHealthcare Pro Cycling Team; y los equipos Continentales del EPM-UNE, Barbot-Efapel, Miche-Guerciotti y Onda y LA-Paredes; y la Selección de Rusia. Formando, en principio un pelotón de 117 corredores aunque finalmente fueron 116 tras la baja de última hora de Daniele Ratto (Geox-TMC), con 8 corredores cada equipo (excepto el Movistar Team y Andalucía-Caja Granada que salieron con 7 y el mencionado Geox-TMC que salió con 6), de los que acabaron 77.
El ganador final fue Javier Moreno tras hacerse con la etapa reina consiguiendo una ventaja suficiente como para alzarse con la victoria. Le acompañaron en el podio Tino Zaballa (vencedor la última etapa y de la clasificación de la regularidad) y Sergio Sousa, respectivamente.
Las otras clasificaciones secundarias fueron para Rafael Infantino (montaña), Víctor Cabedo (intervuelta), Evgeny Shalunov (metas volantes) y Caja Rural (equipos).

## Etapas
| Etapa                  | Fecha       | Recorrido                                | km       | Ganador                    | Líder             |
| ---------------------- | ----------- | ---------------------------------------- | -------- | -------------------------- | ----------------- |
| 1ª                     | 28 de abril | Oviedo-Gijón                             | 162,2    | Stefan Schumacher          | Stefan Schumacher |
| 2ªA                    | 29 de abril | Gijón-Avilés                             | 82,9     | Robert Förster             | Stefan Schumacher |
| 2ªB                    | 29 de abril | Piedras Blancas-Piedras Blancas          | 14 (CRI) | Stefan Schumacher          | Stefan Schumacher |
| 3ª                     | 30 de abril | Luarca-Santuario del Acebo               | 195      | Javier Moreno              | Javier Moreno     |
| 4ª                     | 1 de mayo   | Cafés Toscaf-Oviedo                      | 181      | Víctor Cabedo              | Javier Moreno     |
| 5ª (Subida al Naranco) | 2 de mayo   | Lugones (Tartiere Auto)-Alto del Naranco | 175,8    | Tino Zaballa Javier Moreno | Javier Moreno     |

## Clasificaciones finales
| \| 1. \| Javier Moreno \| 21h 31' 57" \| \| \| Tino Zaballa \| + 9" \| \| 2. \| Sergio Sousa \| + 1' 03" \| \| 3. \| Hernani Broco \| + 1' 16" \| \| 4. \| Luis Pasamontes \| + 2' 10" \| \| 5. \| José Herrada \| + 2' 42" \| \| 6. \| Juan Pablo Suárez \| + 3' 53" \| \| 7. \| Christian Meier \| + 4' 27" \| \| 8. \| Giovanni Báez \| + 5' 14" \| \| 9. \| Alejandro Marque \| + 5' 26" \| |                   |             |
| 1. | Javier Moreno     | 21h 31' 57" |
| | Tino Zaballa      | + 9"        |
| 2. | Sergio Sousa      | + 1' 03"    |
| 3. | Hernani Broco     | + 1' 16"    |
| 4. | Luis Pasamontes   | + 2' 10"    |
| 5. | José Herrada      | + 2' 42"    |
| 6. | Juan Pablo Suárez | + 3' 53"    |
| 7. | Christian Meier   | + 4' 27"    |
| 8. | Giovanni Báez     | + 5' 14"    |
| 9. | Alejandro Marque  | + 5' 26"    |

| \| 1. \| Rafael Infantino \| 33 p. \| \| 2. \| César Fonte \| 22 p. \| \| \| Tino Zaballa \| 21 p. \| |                  |       |
| 1. | Rafael Infantino | 33 p. |
| 2. | César Fonte      | 22 p. |
| | Tino Zaballa     | 21 p. |

| \| \| Tino Zaballa \| 74 p. \| \| 1. \| Javier Moreno \| 70 p. \| \| 2. \| Stefan Schumacher \| 50 p. \| |                   |       |
| | Tino Zaballa      | 74 p. |
| 1. | Javier Moreno     | 70 p. |
| 2. | Stefan Schumacher | 50 p. |

| \| 1. \| Evgeny Shalunov \| 9 p. \| \| 2. \| Pablo Urtasun \| 7 p. \| \| 3. \| José Iván Gutiérrez \| 3 p. \| |                     |      |
| 1. | Evgeny Shalunov     | 9 p. |
| 2. | Pablo Urtasun       | 7 p. |
| 3. | José Iván Gutiérrez | 3 p. |

| \| 1. \| Víctor Cabedo \| 4 p. \| \| 2. \| Gorka Izagirre \| 3 p. \| \| 3. \| José Toribio \| 2 p. \| |                |      |
| 1. | Víctor Cabedo  | 4 p. |
| 2. | Gorka Izagirre | 3 p. |
| 3. | José Toribio   | 2 p. |

| \| 1. \| Caja Rural \| 64h 42' 03" \| \| 2. \| EPM-UNE \| + 7' 03" \| \| 3. \| Barbot-Efapel \| + 9' 35" \| |               |             |
| 1. | Caja Rural    | 64h 42' 03" |
| 2. | EPM-UNE       | + 7' 03"    |
| 3. | Barbot-Efapel | + 9' 35"    |